# Phare de Punta Lingua
Le phare de Punta Lingua (en italien : Faro di Punta Lingua) est un phare situé sur l'île de Salina (Îles Éoliennes). Il se trouve sur le territoire de la commune de Santa Marina Salina en mer Tyrrhénienne, dans la province de Messine (Sicile), en Italie.

## Histoire
Le phare a été mis en service en 1953 sur la pointe sud de l'île Salina. En 2009, à cause d'une violente tempête, la galerie du phare s'est effondrée. En 2011, le phare a été restauré et la maison du gardien est devenu un petit musée de la mer. Le phare est entièrement automatisé et alimenté par le réseau électrique. Il est géré par la Marina Militare.

## Description
Le phare  se compose d'une tour cylindrique en maçonnerie de 11 m de haut, avec galerie et lanterne, adossée à une maison de gardien d'un seul étage. Le bâtiment est peint en blanc et le dôme de la lanterne est gris métallisé. Il émet, à une hauteur focale de 13 m, un éclat blanc toutes les 3 secondes. Sa portée est de 11 milles nautiques (environ 30 km).
Identifiant : ARLHS : ITA-250 ; EF-3300 - Amirauté : E1796 - NGA : 9852 .

## Caractéristiques dufeu maritime
Fréquence : 3 secondes (W)
- Lumière : 1 seconde
- Obscurité : 2 secondes

|                 |
| Îles Éoliennes. |

|              |
| Punta Lingua |

### Lien connexe
- Liste des phares de la Sicile